# Kazimierz Grączykowski
Kazimierz Grączykowski (ur. 27 listopada 1892 we Lwowie, zm. 23 lutego 1920 w Lublinie) – podporucznik żandarmerii Wojska Polskiego.

## Życiorys
Kazimierz Grączykowski urodził się 27 listopada 1892 roku we Lwowie. Po ukończeniu gimnazjum, przez trzy lata studiował na Wydziale Lekarskim Uniwersytetu Franciszkańskiego we Lwowie .
Od 16 września 1914 roku pełnił służbę w Legionach Polskich. Początkowo w VI batalionie I Brygady LP, a od 1915 roku, w stopniu sierżanta, na stanowisku zastępcy lekarza VI batalionu 7 pułku piechoty .
15 lutego 1916 roku został awansowany na chorążego sanitarnego. W 1917 roku był na stałe przydzielony do Stacji Zbornej Legionów Polskich w Lublinie, a w październiku tego roku do Stacji Zbornej Polskiego Korpusu Posiłkowego w Lublinie.
11 września 1919 roku został mianowany podporucznikiem piechoty, z zaliczeniem do Rezerwy armii i jednoczesnym powołaniem do służby czynnej na czas wojny aż do demobilizacji, i przydzielony z dniem 1 września 1919 roku do żandarmerii Dowództwa Okręgu Generalnego Lublin. 15 grudnia 1919 roku został przeniesiony do Dowództwa Okręgu Generalnego „Grodno”.
Zmarł 23 lutego 1920 roku w Lublinie w następstwie choroby. Pochowany na cmentarzu przy ul. Lipowej w Lublinie.
21 grudnia 1920 roku został zatwierdzony pośmiertnie z dniem 1 kwietnia 1920 roku w stopniu rotmistrza, w żandarmerii, w grupie oficerów byłych Legionów Polskich.

## Ordery i odznaczenia
- Krzyż Niepodległości – pośmiertnie 3 czerwca 1933 roku[13]